# 7.ª etapa del Tour de Francia 2025
La 7.ª etapa del Tour de Francia 2025 tuvo lugar el 11 de julio de 2025 y consistió en una etapa escarpada con inicio en la localidad de Saint-Malo y final en la localidad de Mûr-de-Bretagne, sobre un recorrido de 197 km. El vencedor fue el esloveno Tadej Pogačar del equipo UAE Team Emirates XRG y también volvió a colocarse como líder de la prueba.

## Clasificación de la etapa
| Saint-Malo - Mûr-de-Bretagne | etapa escarpada | (197 km) |

- Las clasificaciones de la etapa finalizaron de la siguiente forma:[3]

| \| Clasificación de la etapa \| Clasificación de la etapa \| Clasificación de la etapa \| Clasificación de la etapa \| Clasificación de la etapa \| \| Ciclista \| Ciclista \| Equipo \| Tiempo \| \| \| ------------------------- \| -------------------------- \| -------------------------- \| ------------------------- \| ------------------------- \| \| 1.º \| Tadej Pogačar \| UAE Team Emirates XRG \| 4 h 05 min 39 s \| \| \| 2.º \| Jonas Vingegaard \| Team Visma \\| Lease a Bike \| + 0 s \| \| \| 3.º \| Oscar Onley \| Team Picnic-PostNL \| + 2 s \| \| \| 4.º \| Felix Gall \| Decathlon-AG2R La Mondiale \| + 2 s \| \| \| 5.º \| Matteo Jorgenson \| Team Visma \\| Lease a Bike \| + 2 s \| \| \| 6.º \| Remco Evenepoel \| Soudal Quick-Step \| + 2 s \| \| \| 7.º \| Kévin Vauquelin \| Arkéa-B&B Hotels \| + 2 s \| \| \| 8.º \| Jhonatan Narváez \| UAE Team Emirates XRG \| + 7 s \| \| \| 9.º \| Axel Laurance \| Ineos Grenadiers \| + 15 s \| \| \| 10.º \| Tobias Halland Johannessen \| Uno-X Mobility \| + 21 s \| \| |                            |                            |                 |
| |                            |                            |                 |
| Fuentes: ProCyclingStats Cycling Quotient |                            |                            |                 |
| Clasificación de la etapa |                            |                            |                 |
| Ciclista | Ciclista                   | Equipo                     | Tiempo          |
| 1.º | Tadej Pogačar              | UAE Team Emirates XRG      | 4 h 05 min 39 s |
| 2.º | Jonas Vingegaard           | Team Visma \| Lease a Bike | + 0 s           |
| 3.º | Oscar Onley                | Team Picnic-PostNL         | + 2 s           |
| 4.º | Felix Gall                 | Decathlon-AG2R La Mondiale | + 2 s           |
| 5.º | Matteo Jorgenson           | Team Visma \| Lease a Bike | + 2 s           |
| 6.º | Remco Evenepoel            | Soudal Quick-Step          | + 2 s           |
| 7.º | Kévin Vauquelin            | Arkéa-B&B Hotels           | + 2 s           |
| 8.º | Jhonatan Narváez           | UAE Team Emirates XRG      | + 7 s           |
| 9.º | Axel Laurance              | Ineos Grenadiers           | + 15 s          |
| 10.º | Tobias Halland Johannessen | Uno-X Mobility             | + 21 s          |

## Clasificaciones al final de la etapa

### Clasificación general(Maillot Jaune)[4]
| \| Clasificación general \| Clasificación general \| Clasificación general \| Clasificación general \| Clasificación general \| \| Ciclista \| Ciclista \| Equipo \| Tiempo \| \| \| --------------------- \| --------------------- \| -------------------------- \| --------------------- \| --------------------- \| \| 1.º \| Tadej Pogačar \| UAE Team Emirates XRG \| 25 h 58 min 04 s \| \| \| 2.º \| Remco Evenepoel \| Soudal Quick-Step \| + 54 s \| \| \| 3.º \| Kévin Vauquelin \| Arkéa-B&B Hotels \| + 1 min 11 s \| \| \| 4.º \| Jonas Vingegaard \| Team Visma \\| Lease a Bike \| + 1 min 17 s \| \| \| 5.º \| Mathieu van der Poel \| Alpecin-Deceuninck \| + 1 min 29 s \| \| \| 6.º \| Matteo Jorgenson \| Team Visma \\| Lease a Bike \| + 1 min 34 s \| \| \| 7.º \| Oscar Onley \| Team Picnic-PostNL \| + 2 min 49 s \| \| \| 8.º \| Florian Lipowitz \| Red Bull-Bora-Hansgrohe \| + 3 min 02 s \| \| \| 9.º \| Primož Roglič \| Red Bull-Bora-Hansgrohe \| + 3 min 06 s \| \| \| 10.º \| Mattias Skjelmose \| Lidl-Trek \| + 3 min 43 s \| \| |                      |                            |                  |
| |                      |                            |                  |
| Fuentes: ProCyclingStats Cycling Quotient |                      |                            |                  |
| Clasificación general |                      |                            |                  |
| Ciclista | Ciclista             | Equipo                     | Tiempo           |
| 1.º | Tadej Pogačar        | UAE Team Emirates XRG      | 25 h 58 min 04 s |
| 2.º | Remco Evenepoel      | Soudal Quick-Step          | + 54 s           |
| 3.º | Kévin Vauquelin      | Arkéa-B&B Hotels           | + 1 min 11 s     |
| 4.º | Jonas Vingegaard     | Team Visma \| Lease a Bike | + 1 min 17 s     |
| 5.º | Mathieu van der Poel | Alpecin-Deceuninck         | + 1 min 29 s     |
| 6.º | Matteo Jorgenson     | Team Visma \| Lease a Bike | + 1 min 34 s     |
| 7.º | Oscar Onley          | Team Picnic-PostNL         | + 2 min 49 s     |
| 8.º | Florian Lipowitz     | Red Bull-Bora-Hansgrohe    | + 3 min 02 s     |
| 9.º | Primož Roglič        | Red Bull-Bora-Hansgrohe    | + 3 min 06 s     |
| 10.º | Mattias Skjelmose    | Lidl-Trek                  | + 3 min 43 s     |

### Clasificación por puntos(Maillot Vert)[5]
| Clasificación por puntos | Clasificación por puntos | Clasificación por puntos   | Clasificación por puntos | Clasificación por puntos |
| Ciclista                 | Ciclista                 | Equipo                     | Puntos                   |                          |
| ------------------------ | ------------------------ | -------------------------- | ------------------------ | ------------------------ |
| 1.º                      | Tadej Pogačar            | UAE Team Emirates XRG      | 156 pts                  |                          |
| 2.º                      | Jonathan Milan           | Lidl-Trek                  | 122 pts                  |                          |
| 3.º                      | Biniam Girmay            | Intermarché-Wanty          | 111 pts                  |                          |
| 4.º                      | Mathieu van der Poel     | Alpecin-Deceuninck         | 108 pts                  |                          |
| 5.º                      | Jonas Vingegaard         | Team Visma \| Lease a Bike | 80 pts                   |                          |
| 6.º                      | Anthony Turgis           | Team TotalEnergies         | 78 pts                   |                          |
| 7.º                      | Tim Merlier              | Soudal Quick-Step          | 72 pts                   |                          |
| 8.º                      | Remco Evenepoel          | Soudal Quick-Step          | 56 pts                   |                          |
| 9.º                      | Oscar Onley              | Team Picnic-PostNL         | 56 pts                   |                          |
| 10.º                     | Kévin Vauquelin          | Arkéa-B&B Hotels           | 48 pts                   |                          |

### Clasificación de la montaña(Maillot à Pois Rouges)[6]
| Clasificación de la montaña | Clasificación de la montaña | Clasificación de la montaña | Clasificación de la montaña | Clasificación de la montaña |
| Ciclista                    | Ciclista                    | Equipo                      | Puntos                      |                             |
| --------------------------- | --------------------------- | --------------------------- | --------------------------- | --------------------------- |
| 1.º                         | Tim Wellens                 | UAE Team Emirates XRG       | 8 pts                       |                             |
| 2.º                         | Tadej Pogačar               | UAE Team Emirates XRG       | 7 pts                       |                             |
| 3.º                         | Ben Healy                   | EF Education-EasyPost       | 4 pts                       |                             |
| 4.º                         | Jonas Vingegaard            | Team Visma \| Lease a Bike  | 4 pts                       |                             |
| 5.º                         | Ewen Costiou                | Arkéa-B&B Hotels            | 3 pts                       |                             |
| 6.º                         | Edward Dunbar               | Team Jayco AlUla            | 3 pts                       |                             |
| 7.º                         | Michael Storer              | Tudor Pro Cycling Team      | 3 pts                       |                             |
| 8.º                         | Quinn Simmons               | Lidl-Trek                   | 2 pts                       |                             |
| 9.º                         | Lenny Martinez              | Bahrain Victorious          | 2 pts                       |                             |
| 10.º                        | Benjamin Thomas             | Cofidis                     | 2 pts                       |                             |

### Clasificación del mejor joven(Maillot Blanc)[7]
| Clasificación del mejor joven | Clasificación del mejor joven | Clasificación del mejor joven | Clasificación del mejor joven | Clasificación del mejor joven |
| Ciclista                      | Ciclista                      | Equipo                        | Tiempo                        |                               |
| ----------------------------- | ----------------------------- | ----------------------------- | ----------------------------- | ----------------------------- |
| 1.º                           | Remco Evenepoel               | Soudal Quick-Step             | 25 h 58 min 58 s              |                               |
| 2.º                           | Kévin Vauquelin               | Arkéa-B&B Hotels              | + 17 s                        |                               |
| 3.º                           | Oscar Onley                   | Team Picnic-PostNL            | + 1 min 55 s                  |                               |
| 4.º                           | Florian Lipowitz              | Red Bull-Bora-Hansgrohe       | + 2 min 08 s                  |                               |
| 5.º                           | Mattias Skjelmose             | Lidl-Trek                     | + 2 min 49 s                  |                               |
| 6.º                           | Ben Healy                     | EF Education-EasyPost         | + 3 min 01 s                  |                               |
| 7.º                           | Carlos Rodríguez              | Ineos Grenadiers              | + 3 min 57 s                  |                               |
| 8.º                           | Romain Grégoire               | Groupama-FDJ                  | + 9 min 05 s                  |                               |
| 9.º                           | Jenno Berckmoes               | Lotto                         | + 10 min 06 s                 |                               |
| 10.º                          | Axel Laurance                 | Ineos Grenadiers              | + 18 min 03 s                 |                               |

### Clasificación por equipos(Classement par Équipe)[8]
| Clasificación por equipos | Clasificación por equipos       | Clasificación por equipos | Clasificación por equipos |
| Equipo                    | Equipo                          | Tiempo                    |                           |
| ------------------------- | ------------------------------- | ------------------------- | ------------------------- |
| 1.º                       | Team Visma \| Lease a Bike      | 77 h 58 min 21 s          |                           |
| 2.º                       | UAE Team Emirates XRG           | + 5 min 33 s              |                           |
| 3.º                       | Groupama-FDJ                    | + 13 min 24 s             |                           |
| 4.º                       | Arkéa-B&B Hotels                | + 14 min 34 s             |                           |
| 5.º                       | Decathlon AG2R La Mondiale Team | + 16 min 54 s             |                           |
| 6.º                       | Red Bull-BORA-hansgrohe         | + 20 min 53 s             |                           |
| 7.º                       | Ineos Grenadiers                | + 23 min 18 s             |                           |
| 8.º                       | EF Education-EasyPost           | + 25 min 53 s             |                           |
| 9.º                       | Alpecin-Deceuninck              | + 27 min 57 s             |                           |
| 10.º                      | Team Picnic-PostNL              | + 28 min 04 s             |                           |

## Abandonos
- Mattia Cattaneo (Soudal Quick-Step) no finalizó la etapa como consecuencia de una caída.
- Jack Haig (Bahrain Victorious) no finalizó la etapa como consecuencia de una caída.